# Emerentze Munch
Emerentze Munch, född 1786, död 1868, var en norsk memoarförfattare. Hennes memoarer utgavs i tidning 1883 och som bok, Fru Emerentze Munchs Optegnelser (1907). 